# Phúc Mãn
Phúc Mãn is een gehucht in het district Lạng Giang, een van de districten in de Vietnamese provincie Bắc Giang. De provincie Bắc Giang ligt in het noordoosten van Vietnam, wat ook wel Vùng Đông Bắc wordt genoemd. Phúc Mãn is een onderdeel van xã Xuân Hương en ligt ongeveer 47 kilometer ten noorden van de Vietnamese hoofdstad Hanoi.
Thị trấn: Vôi · Kép

Xã: Thái Đào · Đại Lâm · Tân Dĩnh · Xương Lâm · Tân Hưng · Hương Sơn · Xuân Hương · Mỹ Thái · Phi Mô · Tân Thanh · Mỹ Hà · Tiên Lục · Đào Mỹ · An Hà · Tân Thịnh · Hương Lạc · Nghĩa Hưng · Nghĩa Hòa · Quang Thịnh · Dương Đức · Yên Mỹ